# Alberto Ceresoli
Alberto Ceresoli (1º dicembre 1886 – ...) è stato un calciatore italiano, di ruolo attaccante.

## Carriera
Esordì in Promozione il 17 novembre 1912, nella partita Como-Brescia (5-0), debuttando con le rondinelle. Col Brescia realizzò 19 reti in 49 partite disputate, fu di fatto il primo goleador della nuova società bresciana.

## Statistiche

### Presenze e reti nei club
| Stagione        | Squadra         | Campionato | Campionato | Campionato |
| Stagione        | Squadra         | Comp       | Pres       | Reti       |
| --------------- | --------------- | ---------- | ---------- | ---------- |
| 1912-1913       | Brescia         | PL         | 12         | 3          |
| 1913-1914       | Brescia         | PC         | 16         | 12         |
| 1914-1915       | Brescia         | PC         | 11         | 4          |
| 1919-1920       | Brescia         | PC         | 8          | 0          |
| Totale carriera | Totale carriera |            | 47         | 19         |